# پولستار ۴
پولِستار ۴ یک اس‌یووی کوپه الکتریکی مبتنی بر باتری است که توسط شرکت پولستار ساخته شده‌است و از نظر کلاس در میان مدل‌های پولستار ۲ و پولستار ۳ قرار می‌گیرد.

## بررسی اجمالی

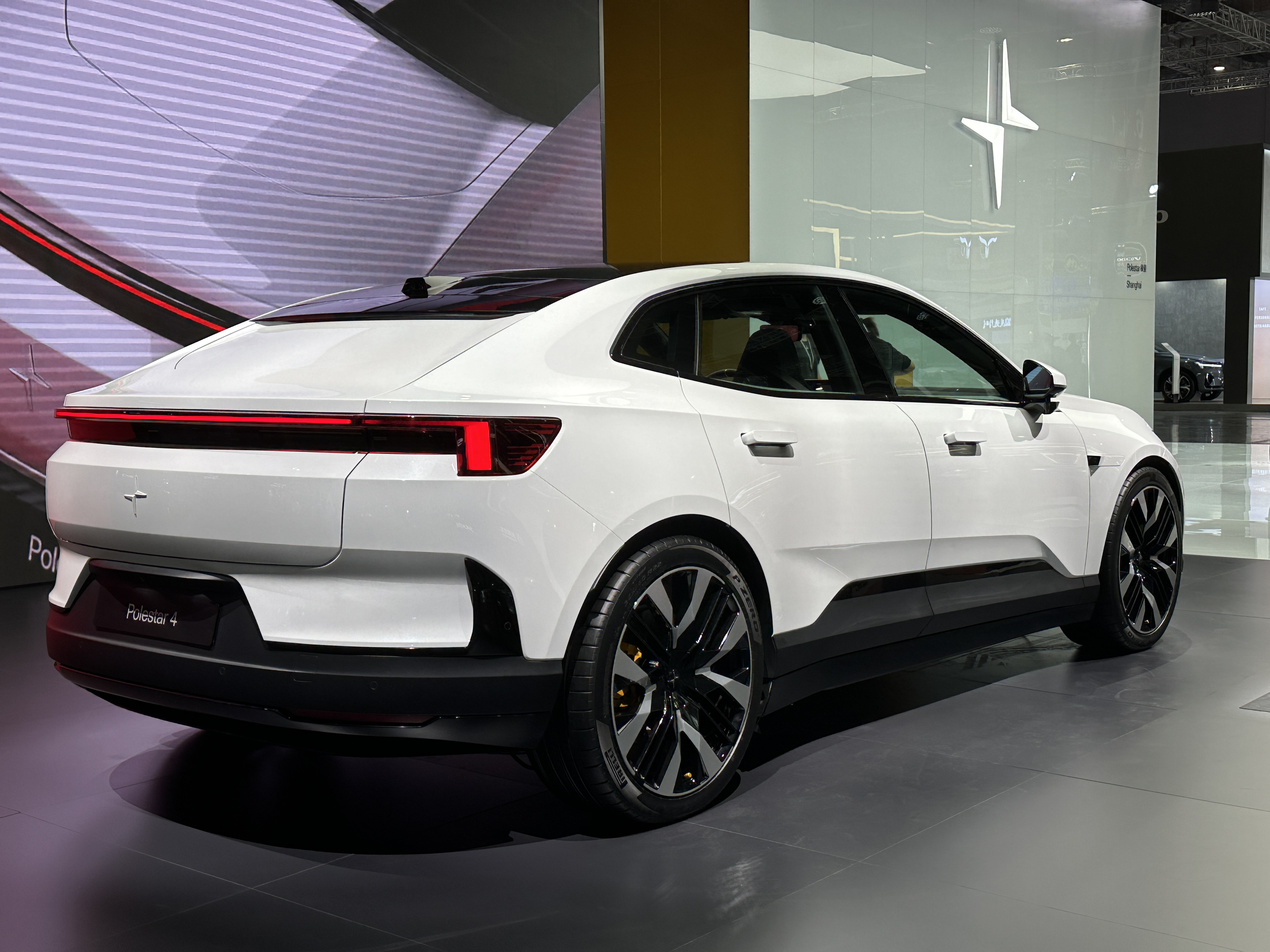
نمای عقب

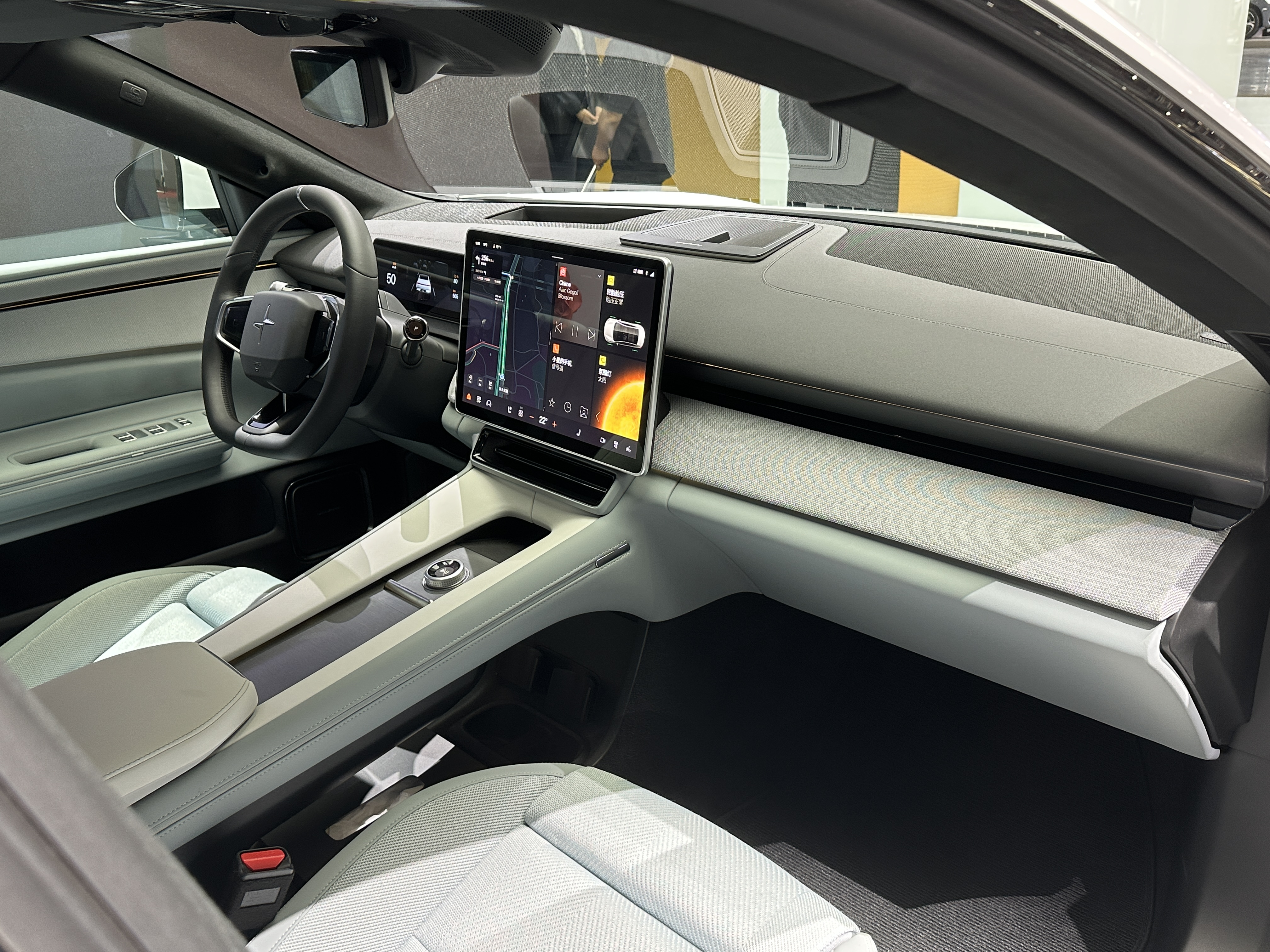
فضای داخلی

این مدل ابتدا در سال ۲۰۲۱ معرفی شد و پیش از رونمایی رسمی، چند بار مورد اصلاح قرار گرفت. به گفتهٔ توماس اینگنلات، مدیرعامل شرکت پولستار، پولستار ۴ یک نسخهٔ اصلاح‌شده از پولستار ۳ نیست؛ چرا که این شرکت «کل طراحی را برای ایجاد یک نژاد جدید از کوپه اس‌یووی مورد بررسی مجدد قرار داده‌اند».

پولستار ۴ فاقد شیشهٔ عقب است و در عوض از دوربینی روی سقف استفاده می‌کند که تصویر فضای پشت خودرو را در یک آینهٔ دید عقب دیجیتال نمایش می‌دهد.